# Drassodes soussensis
Drassodes soussensis är en spindelart som beskrevs av Denis 1956. Drassodes soussensis ingår i släktet Drassodes och familjen plattbuksspindlar.
Artens utbredningsområde är Marocko. Inga underarter finns listade i Catalogue of Life.